# Горно Черковище
Вижте пояснителната страница за други значения на Морозово.
Горно Черковище, бивше Сюнет ери (турско), Симитлери и Морозово, е село в Южна България, област Стара Загора, община Казанлък.

## География
Намира се откъм северния склон на Средна гора в Казанлъшката долина. Релефът е хълмист, има иглолистни и дъбови гори. Обработваемите земи са с песъчлива почва. До селото достига асфалтов път. В северна посока на разстояние от 12 км се намира Казанлък.
През селото протича река Гюрля, извираща от Средна гора и вливаща се в яз. „Копринка“. На северозапад на разстояние 1,2 км се намира яз. „Копринка“, който в тази си част започва с ръкавя Голяма Гюрля. Землището на селото е с най-голяма площ в Казанлъшка община. Основното занимание на местното население са земеделието и животновъдството.
Климатът на с. Горно Черковище е умерено-континентален. Характеризира се с мека зима и прохладно лято. Средната годишна температура на въздуха е около +10 градуса, при средна температура през януари около -2 градуса, а през юли около 22 градуса. Поради уникалното разположение на казанлъшката долина, климат и почви се одглеждат насаждения с маслодайни рози.

## Стари имена
Първоначалното турско село на това място се казва Сюнет ери. Новото българско село е носило името Симитлери (на турски език озночава хлябове със симит). Следващото име е Горно Черковище – близо до реката имало стар манастир с мъжки и женски килии, който при пролетните прииждания на река Гюрля много често се наводнявал и затова хората от селото построяват нова черква на по-високо място в селото, която наричали Горното черковище, откъдето е името на селото. Наименувано е после Морозово на Павлик Морозов. След това е върнато старото име Горно Черковище.
През 1906 г. селото е преименувано Горно Черковище, символизиращо божествения звън на камбаната. Казва се Морозово от 1951 до 1995 г., когато е върнато старото му име.

## История
На мястото, където се намира сегашното село Горно Черковище през средновековието се е намирало турско село. Името му било Сюнет ери. Населението му е било изключително само от турци.
Първите българи, заселили се по тези места, са дошли от изток по поречието на река Гюрля и Синята река. Така източно от турското село постепенно се образувала и българска махала. Близо до реката имало стар манастир с мъжки и женски килии. В манастира се е намирала черква Св. „Йоан Кръстител“, построена през 1858 г. с икони от 1860 г. от Константинов Зограф. Първото килийно училище е в старата черква от 1860 г. (понастоящием манастирът и църквата не съществуват). Учители: Георги Петров Испирев, поп Антон Пенев. При пролетните прииждания на река Гюрля, манастирът много често се е наводнявал и затова хората от селото построяват нова черква „Св. Архангел Михаил“, построена през 1884 г. Стенописите са от Петко Ганин от Казанлък. В сегашната черква първият свещеник е Антон Пенев, ръкоположен от Екзарх Антим I през 1872 г. Черковната камбана е една от най-мелодичните в България, изработена, отлята в Русия, докарана от жп гара Казанлък с биволски впряг от Пеню Русев Буюклиев, който е бил в черковното настоятелство. Викали и горното черковище. От там и името на селото станало Горно Черковище.
На около 5 километра югозападно от село Горно Черковище, е имало село на име Канлъери, населявано от мюсюлмани – казълбаши. Славели се с голяма свирепост. Българин, попаднал в селото или землището му, не излизал жив. След освобождението на България от османско владичество жителите му започват да се изселват в Турция. Последната група заминава през 1928 г. Всичките им имоти са изкупени от жителите на Горно Черковище. Къщите са разрушени и там остават само ниви. Остава само един запустял кладенец. През 1934 г. по молба на селяните кметът на Горно Черковище изпраща хора да почистят кладенеца, за да могат хората, които обработват там нивите си, да черпят от него вода за пиене. Освен всичко друго, което е извадено от кладенеца, извадени са и 34 човешки черепа, безспорно от българи.
В село Симитлери (Горно Черковище) още от образуването на българската махала българите са с будно и свободолюбиво съзнание. По-късно в 1845 г. бунтарът Георги Петров Испирев, който сам си майсторил камите и пищовите, слага началото на нов период в селото. Като духовно лице и най-образован човек в селото полага основите на честното просвещение. Денем учи децата на четмо и писмо, а вечер в душите на мъжете разпалва огън за борба с османската власт.
При започване на Руско-турската освободителна война в 1877 г. от малкото село Симитлери в опълченските дружини се включват 5 опълченци:
- Христо Дончев Чапкънов – роден около 1848 – 1852 г. в с. Сюнет ери. Постъпва в Българското опълчение 26 юли 1877 г. Зачислен в 12-а дружина 4-та рота. На 10 юли 1878 г. е произведен ефрейтор. Уволнен на 15 юли 1878 г., след което се завръща в родното си село. Починал след 1906 г.
- Найден Добрев. Роден в 1840 г. Починал в 1905 г. В Българското опълчение е постъпил на 1 май 1877 г. в 4-та рота на 3-та дружина. По време на войната е бил произведен ефрейтор, а после унтерофицер. Като унтерофицер е прехвърлен като кадър в 9-а дружина. От нея се уволнява на 26 юли 1878 г. Завръща се в родното си село. Прехранва се от земеделие с 50 декара ниви.
- Христо Петков Шарлаганов – зачислен в 12-а дружина 4-та рота на Българското опълчение. Уволнен е на 15 юли 1878 г. и се завръща в родното си село.
- Георги Недялков. Роден в с. Сюнет ери. Зачислен в 6-а дружина 5-а рота на Българското опълчение на 3 май 1877 г. Уволнен на 12 юли 1878 г.
- Петко Стоянов – за него се знае само това, че е бил един от знаменосците на Самарското знаме, и че след уволнението си се заселва в с. Габарево, Старозагорско.

През 1905 г. е построено читалището „Отец Паисий“. Училището „Св. Климент Охридски“ е построено през 1912 г. с дарител на земята Георги Ив. Мечков, починал същата година. Отделението за основните училища в Министерството на народното просвещение изпраща благодарствено писмо до наследниците на Мечков за направеното дарение. Номер на писмото 2972/10 януари 1922 г. с подписани: министър, главен секретар, началник на отделението. В училището са учили ученици от Бузовград и Средногорово. Жителите на селото тогава са били към 2800 души, то е сред най-големите села в Казанлъшко. През 1925 г. за комендант на селото е назначен Пенчо Орозов.
През 1926 г. е образувана кооперация „Гюрля“ с председател Дончо Меразчиев. През 1927 г. купуват място в центъра на селото и през 1928 г. е построена розоварна с инсталирани в нея 6 големи казана, помпа на мотор и кладенец. Розоваренето се извършва под ръководството на Пеньо поп Антонов и Пеньо Буюклиев под контрола на Бабанка Кольо Черногорски. Пръв купувач на розово масло е Христо Христов от Казанлък, след него розотърговците братя Папазови с агент Слави Пехливанов от селото. Стипендиант на кооперацията е Илия Мечков, следвал инженерство в Белгия. Учителства със съпругата си Невена, а след това работи в министерството по жп транспорта в София. След прочитане на доклада си в парламента издъхва. В измерване на всички полски имоти и вписването им в нови регистри участват Нено Орозов, Коста Мечков, Иван Чиракчиев, подготвени в специални курсове.
През 1932 г. са построени лечебницата и мандрата. Първи фелдшери са Добри Орешков от Енина и Димитър Орозов от селото. Имало е воденици, дарак, коларо-железарски и ковашки работилници.
През 1934 г. е построен мостът на р. Гюрля, свързващ двете махали. Ляпчовистът-демократ Боньо Мечков се среща с депутата Петко Стайнов и след две седмици се започва строежът. ПРез 1926 – 1932 г. властта е в демократите Ляпчовисти. Кметува Теньо Меразчиев. В селото имало 5 политически партии. Най-голяма е земеделската – 300 души, социалдемократите на Дончо Меразчиев – 114, после са Ляпчовисти, Народен блок, социалисти. Кметува земеделецът Лальо Пантов. През 1934 – 1944 г. кметовете се назначават отгоре с висше образование. Кметува адвокатът Гавраил Минков от Казанлък.
През 1936 г. хидроинженерът Лисичков от Ст. Загора проучва изворната вода в местн. Гяур дере, каптира я и пуска 5 чешми. Сред него са Пенчо Стойнов и Петко Кацаров. През 1938 г. кмет Кацаров и секретар Иван Манчев при наемател Димитър Бакларов построяват сградата на кметството. През 1947 г. е прекарано ел. осветление, през 1948 г. е построена селската фурна.
На 22 август 1951 г. е голямото наводнение на р. Гюрля. Съборени са мостът, 218 сгради, удавени 5 души, 12 глави рогат добитък, много домашни птици и животни.
В кооперацията председатели са били Пеньо Попантонов, Дончо Меразчиев, Кральо Беев, Христо Караджов, Антон Лалев Попов. В края на 1953 г. кооперациите от Морозово, Бузовград, Средногорово се обединяват с управление в Бузовград. За шеф на РКС в Казанлък е назначен Димитър Аенски от Средногорово. След обединението и Антон Попов, председатели са Иван Николов Мечков и Тодор Бончев, делегиран да следва осем месечен курс в Пловдив. През 1958 г. е образувано ТКЗС, всички имоти и добитък са обобществени.
През комунистическо най-успешният кмет е учителят Митьо Матанов. След демократичните промени (1989 г.) за временен кмет е назначен Руси Пондев, лидер на СДС.

## Население
Численост
Численост на населението според преброяванията през годините:
| \| Година на преброяване \| Численост \| \| --------------------- \| --------- \| \| 1934 \| 2774 \| \| 1946 \| 2736 \| \| 1956 \| 2318 \| \| 1965 \| 1697 \| \| 1975 \| 1648 \| \| 1985 \| 1591 \| \| 1992 \| 1519 \| \| 2001 \| 1441 \| \| 2011 \| 1374 \| \| 2021 \| 1224 \| |           |
| Година на преброяване | Численост |
| 1934 | 2774      |
| 1946 | 2736      |
| 1956 | 2318      |
| 1965 | 1697      |
| 1975 | 1648      |
| 1985 | 1591      |
| 1992 | 1519      |
| 2001 | 1441      |
| 2011 | 1374      |
| 2021 | 1224      |

### Преброяване на населението през 2011 г.
Численост и дял на етническите групи според преброяването на населението през 2011 г.:
|                     | Численост | Дял (в %) |
| Общо                | 1 374     | 100       |
| Българи             | 932       | 67,83     |
| Турци               |           |           |
| Цигани              | 322       | 23,43     |
| Други               |           |           |
| Не се самоопределят |           |           |
| Неотговорили        | 47        | 3,42      |

## Събития
- Св. Архангел Михаил – провежда се ежегодно с двудневка от културни мероприятия, посветени на традиционния събор на селото „Архангеловден“, с народно веселие на площада.

## Забележителности
Селото разполага с основно училище „Св. Климент Охридски“ и детска градина ОДЗ „Детелина“. Учителят Георги Матанов е написал история на училището в с. Горно Черковище. Книгата е издадена в навечерието на празника на селото през 2008 г.
В двора на училището има войнишки паметник на загиналите от селото 136 войници и офицери по време на Балканската, Междусъюзническата и Първата световна война.
В центъра на селото има православна църква „Св. Архангел Михаил“.

## Местно наречие
Местните хора използват наречие, като най-често слагат окончанията ъ или тъ. Примерно: вудъ, вудътъ – вода, чишмъ, чишмътъ – чешма, мазъ, мазътъ – мазе; кузъ, кузътъ – коза, асмъ, асмътъ – хасма и др.
Използват думи като: дувар – стена, ограда; чардак – козирка на покрив; дам – обор; тлакане – сеновал; бель – права лопата; кирпич – тухли от кал и слама и др.